# 恵印灌頂
恵印灌頂（えいんかんぢょう）は、修験道の当山派の寺院である醍醐寺三宝院における法流をいい、またその恵印法流を継承する儀式をいう。正しくは最勝恵印三昧耶法（さいしょうえいんさんまやほう）といい、その加行（けぎょう）法の一つが灌頂である。
修験者は、一般に山伏と呼ばれるが、日本の古代から連綿と続く山岳信仰に源流を発している。平安時代初期、役小角（役行者とも）が山岳信仰を行い孔雀明王の呪法を体得し、奈良県の葛城山を中心に当時の律令制の進展に不安だった民衆の宗教的な欲求に応えた。これが修験道の起源である。修験道は日本古来の山岳信仰を中心にしつつ、神道、仏教、道教、陰陽道などが習合し確立された、日本独特の宗教である。
恵印法流は、醍醐寺三宝院を開いた聖宝（理源大師）が、寛平7年（895年）、金峯山（大峯山）中で金剛蔵王菩薩に化身した役小角に導かれ、役小角以降、途絶えていた大峯山を再興し、龍樹菩薩から「霊異相承（れいいそうじょう）」をもって伝授されたことから始まる。
聖宝は、大峯山を二乗・三乗の方便の山でなく一乗真実の山であると定めた。これを「一乗菩提正当（いちじょうぼだいしょうとう）の山」といい、このことから当山派（当山方とも）といわれるようになった。醍醐寺三宝院門跡が伝統血脈を継承し、その中核をなすものが「恵印法流」、つまり「最勝恵印三昧耶法」である。
「最勝恵印三昧耶法」の「最勝」とは大日如来の異名であり、「恵」とは三学（戒・定・慧）の智慧（恵）を意味し、「印」は手に結ぶ印契（いんげい）で決定（けつじょう）不変を表し、「三昧耶」は平等を意味する。
明治初年の神仏分離令以後相次いだ「門跡還俗令、廃仏毀釈、修験道禁止令等」に加え、醍醐寺の存続すらも危ぶまれるに至った時代、恵印黌（えいんこう 黌=学校）、恵印講習会などが一山の僧・行者の結束によって開催された。これにより、長く絶えていた、開山 聖宝（醍醐寺根本僧正・理源大師）開壇以来の伝燈「恵印灌頂」が復活（明治43年（1910年）秋）されたが、それ以降もこの法を法畢したのは僅かに数える者のみといわれる。
現在、醍醐寺における恵印法流は、加行法である、七壇法、灌頂法、柴灯護摩法、一尊法の修法が行われている。また、これらの修行・祈りの中心、集大成として「恵印法要」が行われる。